# Memória Organizacional
Memória Organizacional (também conhecida por memória corporativa) é todo o dado, informação e conhecimento criado durante a existência de uma organização. Inclui os processos organizacionais, artefatos utilizadas, responsabilidades e tecnologias empregadas, visando registrar de forma acessível o acervo de conhecimento da organização.
Contida dentro da área de gestão do conhecimento, atua sobre a explicitação do conhecimento dentro de uma organização.

## Características

Espiral do Conhecimento

Na gestão do conhecimento a espiral do conhecimento demonstra as relações entre o conhecimento tácito e explícito e os seus diversos estágios de iteração (Socialização, Externalização, Combinação e Internalização). A memória organizacional ocorre especificamente na fase de externalização, onde o conhecimento tácito é transformado em conhecimento explícito.
Os efeitos oriundos dos eventos de interação do conhecimento tácito e explícito utilizando a mesma matriz da espiral do conhecimento. A memória organizacional é relatada como um produto da transformação do conhecimento tácito para conhecimento explícito.
| Socialização   | Tácito para Tácito       | =Comunidade  |
| Externalização | Tácito para Explícito    | =Memória     |
| Combinação     | Explícito para Explícito | =Sistemas    |
| Internalização | Explícito para Tácito    | =Treinamento |

O conhecimento tácito portanto torna-se explícito, tomando a forma de analogias, metáforas, conceitos, modelos ou hipóteses. A escrita transforma o conhecimento tácito em conhecimento articulável, já que modelos mentais individuais são convertidos em conceitos comuns através da linguagem.
Em um contexto organizacional a soma do conhecimento tácito e do conhecimento explicito constituem o capital intelectual da organização.

## Memória Organizacional na Gestão de Projetos
Memória organizacional é um fator fundamental na gestão de projetos. É necessário aprender a tratar de maneira efetiva os aprendizados obtidos a fim de promover uma melhora significativa na execução dos próximos projetos da organização. 
Sem lembrar do que deu certo ou não, em situações similares anteriores, o gerente de projetos é necessita reavaliar estes pontos a cada novo projeto. Sem memória, sem reaproveitar o conhecimento adquirido (e os produtos desenvolvidos) em projetos anteriores, a equipe começa do zero novamente.
Estabelecer uma memória de projeto não significa enfase em documentação mas sim o compartilhamento do conhecimento sobre o projeto com as pessoas que são envolvidas. É necessário tornar acessíveis as informações sobre andamento de projeto, implicações que ele irá gerar, truques utilizados ao longo do caminho, os problemas e decisões tomadas. Isto é o que define a memória organizacional em si.
Nada pior do que desconhecer o próprio desempenho e não ter uma visão crítica sobre ele com as melhores práticas de mercado.